# Gertrud Sundvik
Ida Gertrud Sundvik, född 30 mars 1920 i Nyhyttan i Vika församling utanför Falun, död 9 juli 2010 i Stora Kopparbergs församling, var en av de stora eldsjälarna inom folkmusikens område under 1900-talets andra hälft. Hon hade ett stort engagemang för att dokumentera, bevara och sprida kännedom om folkmusik från Sverige såväl som från andra länder.

## Folkmusikintresset
Intresset för folkmusiken väcktes redan under barndomsåren, när en yngre broder tog fiollektioner av den lokale spelmannen Brodd Albin Johansson (1897–1964). I slutet av 1940-talet återupptäckte hon den musik hon tyckt om redan som barn, i samband med ett besök på en spelmansstämma. I samband med det väcktes också intresset att samla in och bevara folkmusik. Hon började tidigt besöka och spela in traditionsbärare. Först i trakterna runt Växjö, dit hon och maken Alvar flyttade på 1950-talet. Senare fortsatte inspelningsverksamheten såväl i hemlandskapet Dalarna som under resor i övriga nordiska länder. 

## Folkbildaren
Gertrud Sundvik var även verksam som folkbildare inom folkmusikens område. Genom föreläsningar, studiecirklar, konserter och radioprogram spred hon kunskap om folkmusik från såväl Sverige som andra länder. Hon lyfte fram ännu levande traditionsbärare inför publik, och de egna inspelningarna användes som illustrationer i föreläsnings- och cirkelverksamhet. Hon medverkade även i radio, såväl som programledare som inbjuden gäst. I juli 1978 var hon till exempel Sommarvärd i Sveriges Radio P1. Hon publicerade sig även med artiklar om folkmusik i olika tidningar. Inte minst bidrog Gertrud Sundvik till att lyfta fram den folkliga sångtraditionen. Hon sägs ha myntat begreppet "visstuga", som idag är en allmänt spridd term för att lära ut folkvisor i storgrupp. Hon producerade även LP-skivan ”Mig lyster till att sjunga - Visor i Dalarna”, där kända traditionsbärare från Dalarna medverkade, som Erik Röjås, Helmy Hansson m fl. Tillsammans med Helena Kåks gav hon även ut visboken Helmy Hansson: Visor och ramsor. Gertrud Sundvik är begravd på Hästbergs kyrkogård i Falun.